# Altamont Free Concert

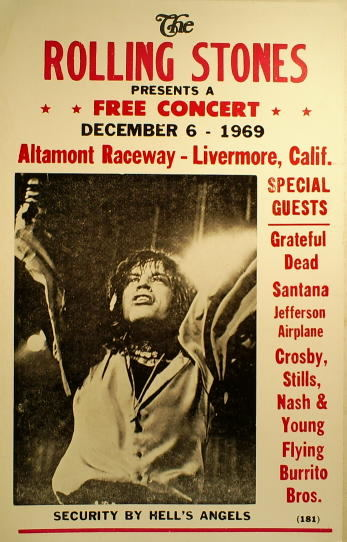
Concertposter

Het Altamont Free Concert was een gratis concert op 6 december 1969 dat werd gehouden op de Altamont-racebaan in Tracy, niet ver van Livermore, in de Amerikaanse staat Californië. De dag wordt door zijn bloedige afloop tijdens de final act van The Rolling Stones door velen gezien als het einde van het hippietijdperk van peace, love and understanding.

## Het Woodstock van het westen
Nadat eerder op 15, 16 en 17 augustus nabij New York het Woodstockfestival had plaatsgevonden, werd er in San Francisco gedacht aan een gelijksoortig, doch gratis evenement. Al snel werd het Golden Gate Park in San Francisco uitgekozen om als locatie te dienen voor het festival dat als het Woodstock van het westen de geschiedenis in zou moeten gaan. Ondanks de massale opkomst voor Woodstock, rekenden de organisatoren toch maar op een 20.000 bezoekers.
Als meewerkende artiesten werden Grateful Dead en Jefferson Airplane aangekondigd. Ook Santana, Crosby, Stills, Nash & Young en The Flying Burrito Brothers zouden spelen. Zij zouden het voorprogramma vormen voor de Rolling Stones, geënt op het eveneens gratis Hyde Park-optreden ("The Stones in the Park") eerder dat jaar.

## Naar de Altamont Raceway
Toen Mick Jagger echter aankondigde dat ook de Rolling Stones zouden spelen, kwamen er ongeveer 300.000 mensen af op de samenkomst. De Stones waren bezig geweest met een Amerikaanse tournee, die door velen bekritiseerd werd vanwege de hoge toegangsprijzen; nu wilden ze dus een gratis show organiseren. De organisatoren moesten daardoor dringend een andere locatie zoeken omdat de stad San Francisco weigerde om zo'n grote massa op te vangen. Eerst werd er onderhandeld met Sears Point Raceway, maar vanwege moeilijkheden met de filmmaatschappij van de Stones werden deze onderhandelingen stopgezet en werd dan de Altamont Raceway (op de Altamont Pass) als locatie gekozen. Dit werd enkel toegelaten door de eigenaar omdat dit hem meer publiciteit zou opbrengen en niet omdat hij achter de hippie-idealen stond.
Nu de locatie vast stond, moest echter met nog meer problemen afgerekend worden. De bevoorrading, de beveiliging, de slaapplaatsen waren allemaal onvoldoende. En de organisatoren moesten snel oplossingen zoeken. Daardoor komt het dat de meeste oplossingen amateuristisch of zelfs onbestaand waren.

## Hells Angels als security
Een van de belangrijkste problemen was dat van de beveiliging. De oorspronkelijke security kon nooit instaan voor de veiligheid van het vijftienvoudige van het oorspronkelijk verwachte aantal mensen. Daarom werd er snel naar een oplossing gezocht. Grateful Dead had al eerder gewerkt met de Hells Angels als security en de plaatselijke chapter werd gevraagd op te treden als veiligheidsdienst. Deze stemde toe en zodoende dacht men dat het probleem opgelost was. De Stones hadden in Hyde Park ook reeds gebruikgemaakt van de 'diensten' van de Engelse Hells Angels.
De Angels, die betaald werden met gratis bier ter waarde van $500, waren in grote mate verantwoordelijk voor de onlusten die ontstonden tijdens het concert, inclusief het neerslaan van Marty Balin van Jefferson Airplane. Hoewel het geweld begon op het moment dat de Angels arriveerden, werd het nog veel erger toen zij hun voertuigen dwars door het publiek heen reden en voor het podium stalden.

## Het drama van Altamont
Dit alles leidde tot wat later het drama van Altamont zou worden genoemd en ook Rock's darkest day. De massa hippies kon niet goed worden opgevangen. Bovendien hadden de bezoekers veel drugs meegenomen en werd er ook veel gedeald, onder meer door de would-be security. Daardoor kreeg men een oncontroleerbare menigte. Door het geweld en de angstsfeer kampten veel bezoekers met bad trips. Geïnformeerd door Michael Shrieve (van Santana) over de mishandeling van Marty Balin, weigerde Grateful Dead op te treden. De Rolling Stones hadden de gewoonte laat op te komen. Dit verbeterde de sfeer niet en de mishandelingen bleven voortduren. In alle vechtpartijen speelde de 'security' de beslissende rol. In de EHBO-tenten wemelde het van de mishandelde jonge meisjes.
Toch vonden de Stones dat ze moesten spelen. Ze begonnen aan hun set en al gauw raakte het publiek in een enthousiaste stemming. Toen Mick Jagger en co het nummer Under My Thumb speelden (en niet Sympathy for the Devil, zoals later veel verteld zou worden) ging het echter dodelijk fout. Na herhaaldelijk door de Hells Angels gemolesteerd te zijn toen hij (onder de invloed van methamfetamine) probeerde op het podium te komen, haalde Meredith Hunter, een 18-jarige Afro-Amerikaanse student die met zijn blanke vriendin gekomen was, een (ongeladen) revolver tevoorschijn. Hierop kwam Alan Passaro, een van de Angels, in actie. Met een dolk stak hij Hunter neer en nadat men hem ook geruime tijd daarna nog had mishandeld en onbehandeld had laten liggen, stierf Hunter ter plekke. "Ik wilde niet op je schieten", schijnen zijn laatste woorden te zijn geweest. Na dit tragische incident was de vechtlust van de Angels ietwat gedempt. De Rolling Stones maakten direct gebruik van deze situatie. Nerveus en gedreven voltooiden ze hun set, volgens kenners een van hun beste optredens.
In het latere gewoel kwamen nog drie andere mensen om; twee werden al slapende overreden en de derde verdronk in een irrigatiekanaal.
Passaro werd nooit vervolgd voor het doden van Meredith Hunter. Later oordeelde de jury dat hij had "gehandeld uit zelfverdediging". In 1985 werd zijn lijk opgevist uit het kanaal van een afgelegen natuurgebied.

## Einde van de hippiecultuur
In het drama van Altamont zien de meesten het einde van het onschuldige hippietijdperk, na het hoogtepunt Woodstock. Ook wordt vaak een link naar de latere, gewelddadig ogende punkcultuur gelegd. Als er een eindpunt moet worden gevonden voor de golden sixties, wordt Altamont regelmatig aangewezen.

## Gimme Shelter
Altamont is voor vele artiesten de inspiratie geweest voor nummers, met Grateful Dead als belangrijkste. Hun nummer New Speedway Boogie verwijst naar dit incident. Toch is het belangrijkste document over dit drama de Stones-documentaire Gimme Shelter, waarin men de moord kan zien. Het filmen hiervan wordt ook vaak gezien als een van de aanleidingen van de massale opkomst. 

## Nasleep graf Meredith Hunter
In 2006 bracht filmmaker Sam Green een korte documentaire uit met de titel Lot 63, Grave C, die draait om de laatste dag uit het leven van Hunter en het ongemarkeerde graf waarin hij werd begraven op 10 december 1969 (Skyview Memorial Lawn, Vallejo). Nadat de film breed was vertoond op filmfestivals, stuurden verschillende mensen donaties naar de begraafplaats om Meredith Hunter een grafsteen te kopen, die in 2008 werd geïnstalleerd. Zijn moeder had er destijds het geld niet voor gehad. 